# Novokîiivka, Krasnodon
Novokîiivka (în ucraineană Новокиївка) este un sat în comuna Parhomenko din raionul Krasnodon, regiunea Luhansk, Ucraina.

## Demografie
Componența lingvistică a localității Novokîiivka
     Ucraineană (51,75%)
     Rusă (48,25%)
Conform recensământului din 2001, majoritatea populației localității Novokîiivka era vorbitoare de ucraineană (51,75%), existând în minoritate și vorbitori de rusă (48,25%).